# Henri Courseaux
Henri Courseaux (* 1. März 1944 in Creil), auch bekannt als Henry Courseaux, ist ein französischer Schauspieler.
Der Schauspielschüler des Conservatoire national supérieur d’art dramatique erhielt 1970 den ersten Preis für Modernes und den zweiten Preis für Klassisches Schauspiel.
Er spielt seit 1969 an vielen großen Pariser Bühnen in bisher 45 Stücken, darunter 1969 in Charlie am Théâtre des Nouveautés, 1971 in Les testament du chien am Odéon – Théâtre de l’Europe, das auch beim Festival von Avignon gastiert. Weitere Engagements am Théâtre du Palais-Royal, am Théâtre Hébertot und am Théâtre de l'Atelier.
2005 war er Mitbegründer des Festival de la chanson à texte de Montcuq. Henri Courseaux schreibt und komponiert selbst einige Lieder. 2005 erscheint das Lied La vie, la vie, la vie, 2009 Ma foi, je doute.
Im Film debütierte er 1970 in der Nebenrolle eines Betrunkenen in Paul Vecchialis Der Würger mit dem weißen Schal. Vecchiali besetzt ihn 1974 auch für die Rolle des Antonin in Femmes, femmes. Weitere Kinorollen als Antoine in Michel Devilles Die unbekannte Schöne (La femme en bleu) und als Jacquot in Caroline tanzt aus der Reihe (Le boulanger de Suresnes). Seine bekannteste Rolle ist 1979 der Antoine in Jean Giraults Komödie Horoskop mit Hindernissen (L'horscope).
Für das Fernsehen spielt er in acht Stücken für die Reihe Au théâtre ce soir. Neben TV-Filmen wie Hélas, Alice est lasse (1984) und La menteuse (1990) ist er 1993 in einer Hauptrolle als Ehemann von Claude Jade und Vater von Valérie Karsenti in der Serie La tête en l'air zu sehen. In der TV-Serie Kim Kong spielt er 2017 die Nebenrolle des Botschafters.
Henri Courseaux arbeitet auch als Synchronsprecher. Er war unter anderem der französische Sprecher des Thaddäus Tentakel in der Serie SpongeBob Schwammkopf und des Herbert Garrison in South Park.